# Autoroute A39 (Portugal)
Pour les articles homonymes, voir A39.
L'autoroute portugaise A39 est une courte autoroute de 9 km reliant actuellement l'  à la ville de Barreiro.
L'A39 assurera à l'avenir une continuité autoroutière jusqu'à Lisbonne avec le futur troisième pont entre Lisbonne et la rive sud du Tage.
Cette autoroute est gratuite (concessionnaire:  Brisa).

## Historique des tronçons

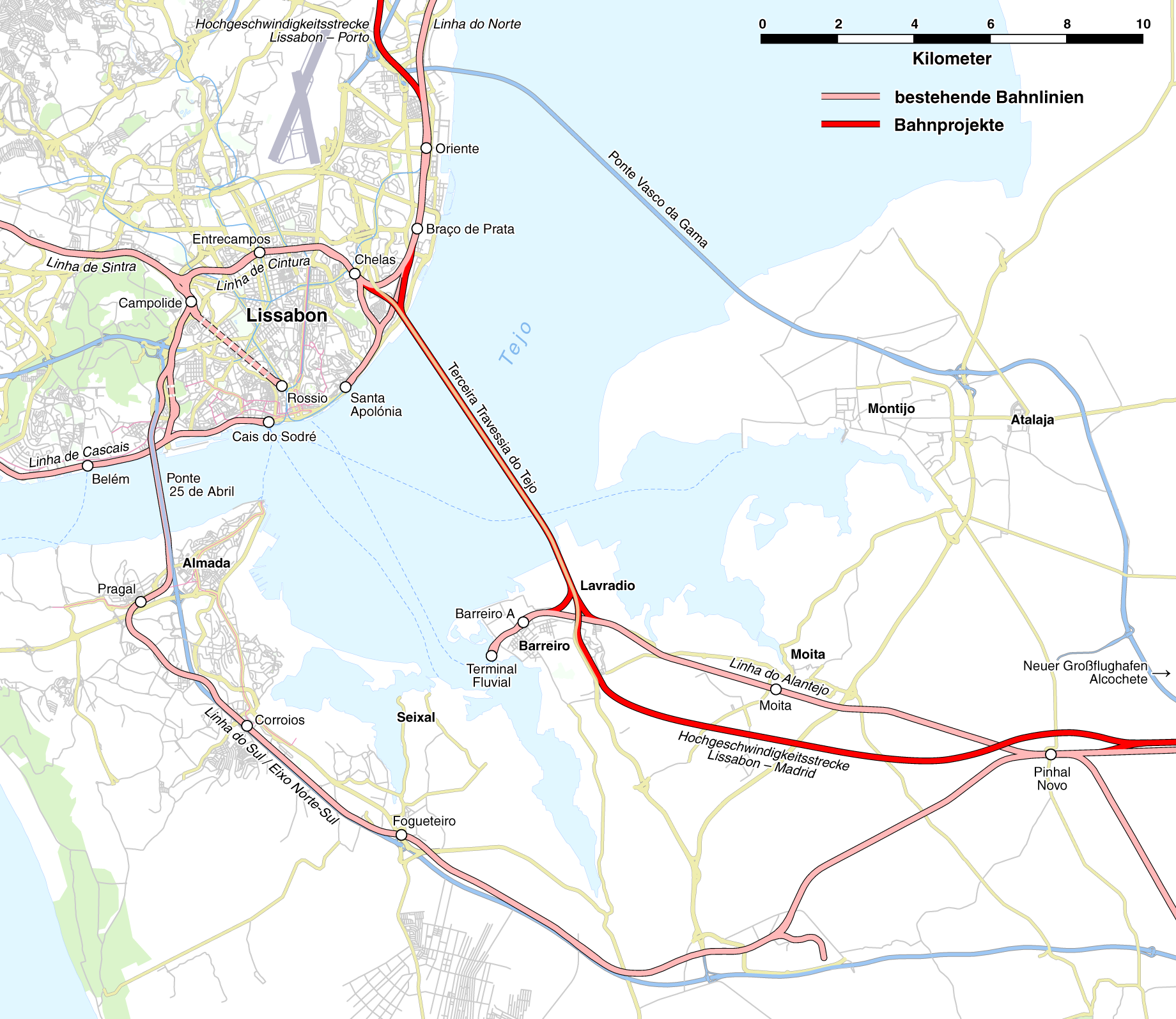
Carte montrant le futur troisième pont sur le Tage

| Tronçon                                                     | État (2010) | km  |
| ----------------------------------------------------------- | ----------- | --- |
| Coina () - Barreiro (Lavradio)                              | En service  | 9,1 |
| Barreiro (Lavradio) - Lisbonne (troisième pont sur le Tage) | En projet   |     |

## Trafic
| Section               | Trafic (en véhicules par jour) en 2010 |
| --------------------- | -------------------------------------- |
| - Barreiro (Lavradio) | 35181                                  |

## Capacité
| Section | Capacité | Longueur |
| ------- | -------- | -------- |
|         |          | 9 km     |

## Itinéraire
| Sorties   | Villes                                 |
| --------- | -------------------------------------- |
|           | Lisbonne Setúbal                       |
| 01        | Coina                                  |
| 02        | Moita / Montijo                        |
| 02A       | Monte de Caparica / Coina              |
| 03        | Santo António da Charneca              |
| Passage 4 | Moita / Santo André                    |
| Passage 5 | Alto do Seixalinho / Baixa da Banheira |
|           | Barreiro (Lavradio)                    |